# Moravské Bránice (stacja kolejowa)
Moravské Bránice – stacja kolejowa w miejscowości Moravské Bránice, w kraju południowomorawskim, w Czechach. Znajduje się na wysokości 250 m n.p.m..
Jest zarządzana przez Správę železnic. Na stacji istnieje możliwość zakupu biletów i rezerwacji miejsc.

## Linie kolejowe
- 244 Brno - Hrušovany nad Jevišovkou